# Wilhelm Rudolph (Theologe)
Wilhelm Rudolph (* 12. Juli 1891 in Weikersheim; † 27. März 1987 in Münster) war evangelischer Theologe und Alttestamentler.

## Leben
Während seines Studiums in Tübingen wurde er 1909 Mitglied der Schwarzburgbund-Verbindung Nicaria.
Wilhelm Rudolph durchlief die Seminare Maulbronn und Blaubeuren und das Tübinger Stift, wo er seit 1919 Repetent war. Er kam über die Orientalistik zur alttestamentlichen Wissenschaft. Als Schüler Seybolds beschäftigte er sich mit den orientalischen Sprachen, als Schüler Garbes mit Sanskrit. Im Sommersemester 1921 erhielt er als Vertreter des Lehrstuhls für Orientalistik einen Lehrauftrag für Arabisch und Syrisch.
Rudolph war nach Abschluss des Studiums zunächst im württembergischen Kirchendienst tätig. Er promovierte 1920 in Tübingen zum Dr. phil. Seine Dissertation behandelt die Abhängigkeit des Korans vom Judentum und Christentum.
Ostern 1922 erhielt er die Ernennung zum außerordentlichen Professor für Altes Testament an der evangelisch-theologischen Fakultät in Tübingen. 1929 lehnte er einen  ehrenvollen Ruf nach Jerusalem  als Direktor des Deutschen Evangelischen Instituts für Altertumswissenschaften im Heiligen Land ab. Im gleichen Jahr wurde er zum Ordinarius in Tübingen ernannt.
1930 folgte er einem Rufe auf das alttestamentliche Ordinariat in Gießen. Im selben Jahr wurde er in Tübingen zum D. theol. promoviert. Er gehörte der Theologischen Fakultät Gießen bis zu ihrer Auflösung  im Jahre 1946 an. Nach 1946 versah er einen Lehrauftrag an der Marburger Theologischen Fakultät und lehrte als Gast an der Kirchlichen Hochschule Berlin. Im Jahre 1949 wurde er als Ordinarius an die Evangelisch-Theologische Fakultät der Westfälischen Wilhelms-Universität in Münster berufen. Dort wurde er für das Jahr 1958/59 zum Rektor der Universität gewählt.
Rudolph gehörte zu den wenigen, denen von der Society of Biblical Literature die Ehrenmitgliedschaft verliehen wurde. 1971 erhielt er das Große Bundesverdienstkreuz der Bundesrepublik Deutschland als Würdigung seiner hohen Verdienste beim Wiederaufbau der Universität und der Wissenschaft in den Nachkriegsjahren.
Wilhelm Rudolphs Bedeutung liegt in seiner weitreichenden Kommentierungstätigkeit – seine Kommentare zu den Büchern des AT sind Standardwerke für Wissenschaftler und Praktiker geworden – und in seiner editorischen Leistung als Mitherausgeber der Biblia Hebraica Stuttgartensia.

## Veröffentlichungen (Auszug)
- Die Abhängigkeit des Quoran vom Judentum und Christentum. Stuttgart 1922, online bei archive.org
- Volk und Staat im Alten Testament. In: Volk. Staat. Kirche. Ein Lehrgang der Theologischen Fakultät Gießen. Verlag von Alfred Töpelmann, Gießen 1933.
- Der „Elohist“ von Exodus bis Josua.  Beihefte zur Zeitschrift für die alttestamentliche Wissenschaft 68. Berlin 1938
- Die Klagelieder übersetzt und erklärt. KAT, hg. Von E. Sellin, XVI, 3. Leipzig 1939
- Das Buch Ruth übersetzt und erklärt. KAT, hg. Von E. Sellin, XVI, 2. Leipzig 1939
- Jeremia. HAT, hg. Von O. Eissfeldt, I, 21 Tübingen 1947
- Esra und Nehemia samt 3. Esra. HAT hg. Von O.Eissfeldt, I, 20 Tübingen 1949
- Moses Mendelssohn in seinen jiddischen Briefen. Hessische Blätter für Volkskunde. Bd. 41 Gießen 1950
- Chronikbücher. HAT, hg. Von O.Eissfeldt, I,21 Tübingen 1955